# Thorning
Thorning er en by i Midtjylland med 1.010 indbyggere  (2024), beliggende i Thorning Sogn nær primærrute 13. Byen ligger i den nordvestlige del af Silkeborg Kommune og hører til Region Midtjylland.
Thorning er beliggende i et bakket landskab, men med kort afstand mod vest til det fladere vestlige Jyllands langstrakte hede- og plantageområder. Der er 22 kilometer til såvel Silkeborg som Viborg.
Med sin beliggenhed på Hærvejen, huser byen et pilgrimshjem, der fungerer som et vandrehjem til folk, der rejser på ruten.

## Blicher-egnen
Byen er centrum for "Blicher-egnen" benævnt efter den danske forfatter Steen Steensen Blicher, der fra 1819-1825 var præst ved Thorning Kirke. I denne periode begyndte hans omfattende produktion af noveller. Den første var "Brudstykker af en Landsbydegns Dagbog", skrevet 1824. Selvom en stor del af Blichers fortællinger er skrevet senere, tager mange udgangspunkt i egnen omkring Thorning og nabosognet Vium, hvor han voksede op. Til fods opsøgte han egnens beboere og sugede til sig af deres historier.
En stor del af byens veje er navngivet efter Blichers noveller, fx Hosekræmmervej og Mads Doss Vej.
På Thorning Kirkes kirkegård kan man finde gravstenen for hovedpersonen i en af hans viser, Mads Doss, samt en mindesten over kyradseren Claus Vattrup, kendt fra Blichers fortælling om Messingjens.
I præstegårdens gamle længer finder man Blicheregnens Museum, der bl.a. rummer en samling af Blichers værker og ejendele, samt en udstilling om "Slaget på Grathe Hede", der fandt sted få kilometer syd for Thorning.
Frem til kommunalreformen i 2007 lå byen i Kjellerup Kommune.